# Druhy sýrů

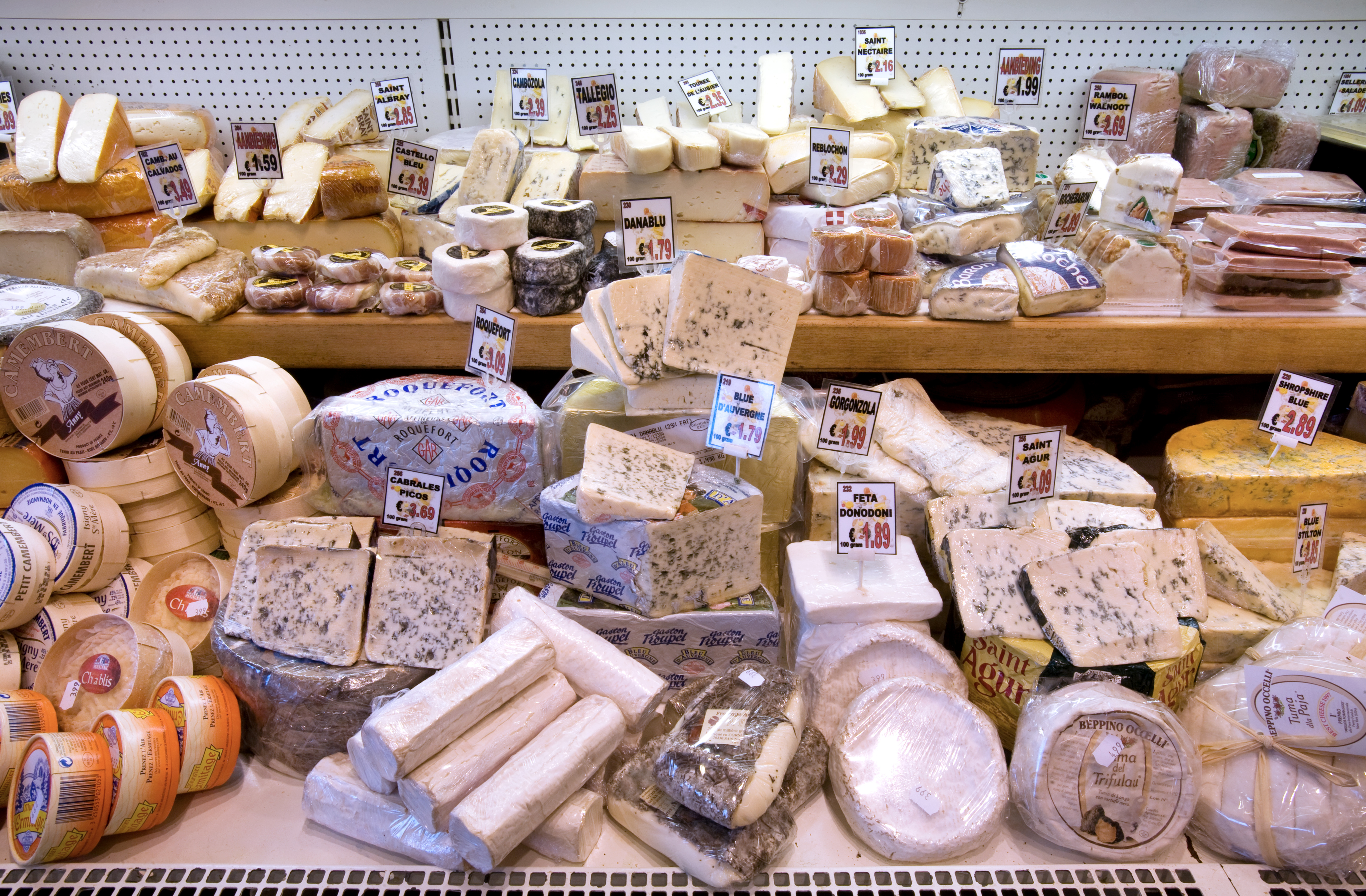
Různé druhy sýrů, Amsterdam

Existuje mnoho druhů sýrů, které lze seskupit nebo klasifikovat podle kritérií jako je délka fermentace, textura, způsob výroby, obsah tuku, živočišný zdroj mléka a země nebo oblast původu. Tato kritéria lze použít jednotlivě nebo v kombinaci, přičemž neexistuje žádná univerzálně používaná metoda. Nejběžnější tradiční kategorizace je založena na obsahu vody, která je dále zúžena obsahem tuku a způsoby zrání.
Rozdělení sýrů podle kombinace znaků vede přibližně 51 odrůd uznaných Mezinárodní mlékárenskou federací, přes 400 identifikovali Walter a Hargrove, přes 500 Burkhalter a přes 1000 Sandine a Elliker. Byly učiněny určité pokusy o racionalizaci klasifikace sýrů. Pieter Walstra navrhl schéma, které využívá primární a sekundární kvasnou směs v kombinaci s obsahem vody, a Walter a Hargrove navrhli klasifikaci podle výrobních metod. Toto poslední schéma vede k 18 typům, které jsou dále seskupeny podle obsahu vody.

## Zdroje mléka
Sýry lze rozdělit do kategorií podle zdroje mléka použitého k jejich výrobě. Zatímco většina komerčně dostupných sýrů se vyrábí z kravského mléka, v mnoha částech světa se vyrábí sýry i z kozího či ovčího mléka. Jedná se například o francouzský Roquefort či italské Pecorino z ovčího mléka. Jedna farma ve Švédsku také vyrábí sýr z losího mléka.
Sýry prodávané pod stejným názvem se někdy vyrábějí z mléka různých savců, například řecký sýr feta se vyrábí buď z ovčího mléka, nebo z kombinace ovčího a kozího mléka. Mexický sýr Añejo se tradičně vyráběl z kozího mléka, v moderní době se však obvykle vyrábí z mléka kravského.
Sýry také označujeme na základě obsahu přidaného tuku v mléce, ze kterého se vyrábí. Měkké sýry s vysokým obsahem mléčného tuku se vyrábějí z kravského mléka obohaceného smetanou tak, aby jejich obsah tuku v sušině byl 60 až 75 %. V případě měkkých sýrů s extrémně vysokým obsahem mléčného tuku je obsah tuku v sušině minimálně 75 %.

## Podle obsahu vody, od měkkých po tvrdé
Kategorizování sýrů podle obsahu vody nebo pevnosti je běžná, ale nepřesná praxe. Tvrdší sýry mají nižší obsah vody než měkčí sýry, protože se obvykle plní do forem pod větším tlakem a zrají déle než měkké sýry. Hranice mezi měkkým, poloměkkým, polotvrdým a tvrdým sýrem se často klasifikují podle procenta vody v sušině. Na pevnost sýra mají vliv i jiné faktory než obsah vody, neboť vyšší obsah tuku má tendenci vést k měkčímu sýru, protože tuk narušuje proteinovou síť, která zajišťuje u sýrů jejich strukturu. Mezi další významné faktory patří úroveň pH a obsah soli.

### Měkké sýry

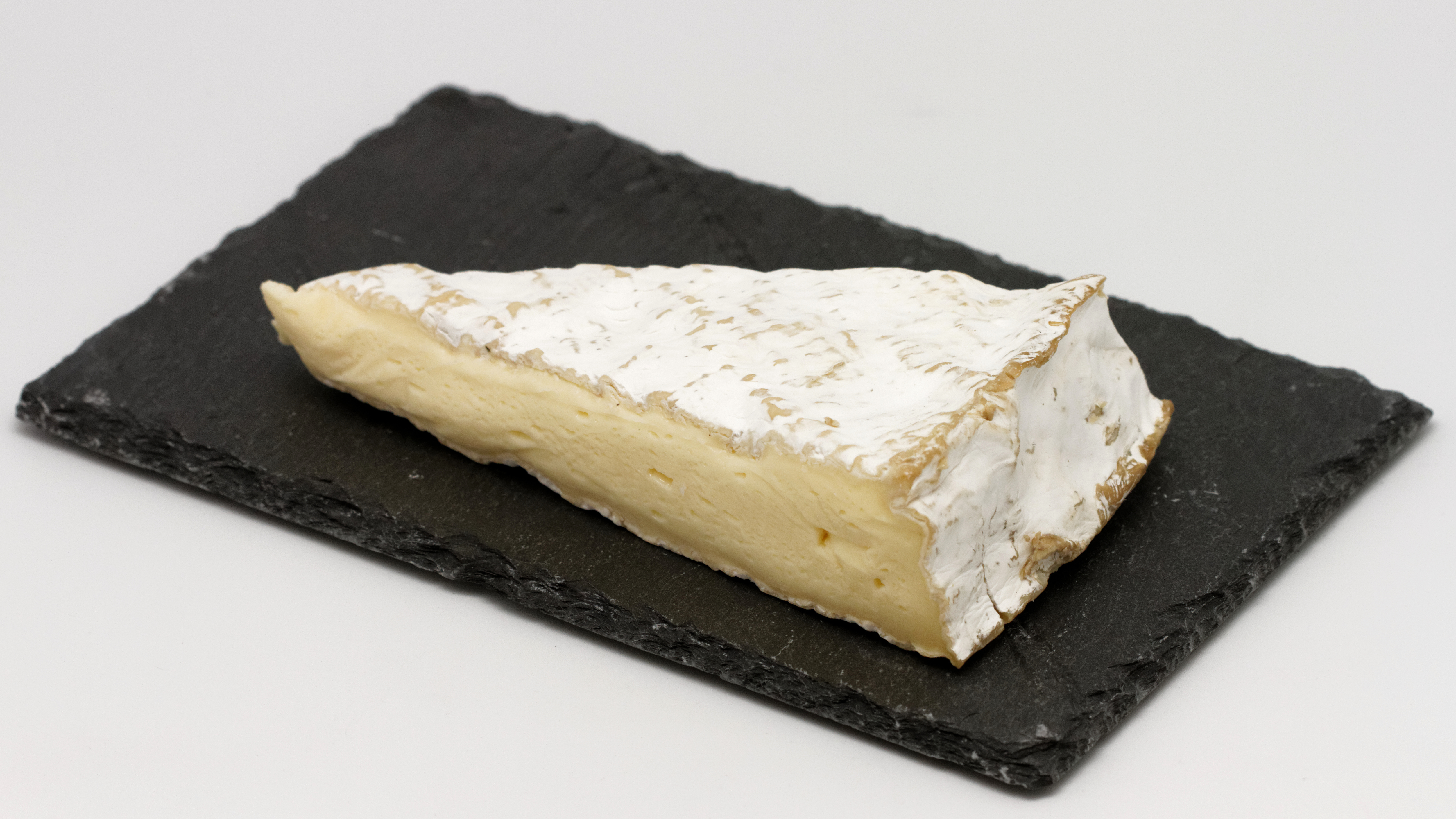
Brie, měkký sýr s původem z Francie

Mezi měkké sýry patří měkké zrající sýry, některé sýry s modrou plísní, některé sýry pasta filata a čerstvé sýry. Často se dají roztírat. Měkké sýry se obvykle vyrábějí v chladném a vlhkém prostředí a mívají velmi krátkou dobu zrání. Patří mezi ně smetanové sýry s dvojitou smetanou, které nezrají, sýry  které zrají maximálně měsíc (např. Brie a Neufchâtel). Neufchâtel může jít do prodeje po deseti dnech zrání.
Vyšší obsah vody v měkkých sýrech znamená, že se kazí rychleji než tvrdé sýry a jsou uchovávány při nízkých teplotách, aby se proces jejich zkažení zpomalil. Obsah vody v měkkých sýrech se pohybuje mezi 55 a 80 %.

### Poloměkké sýry

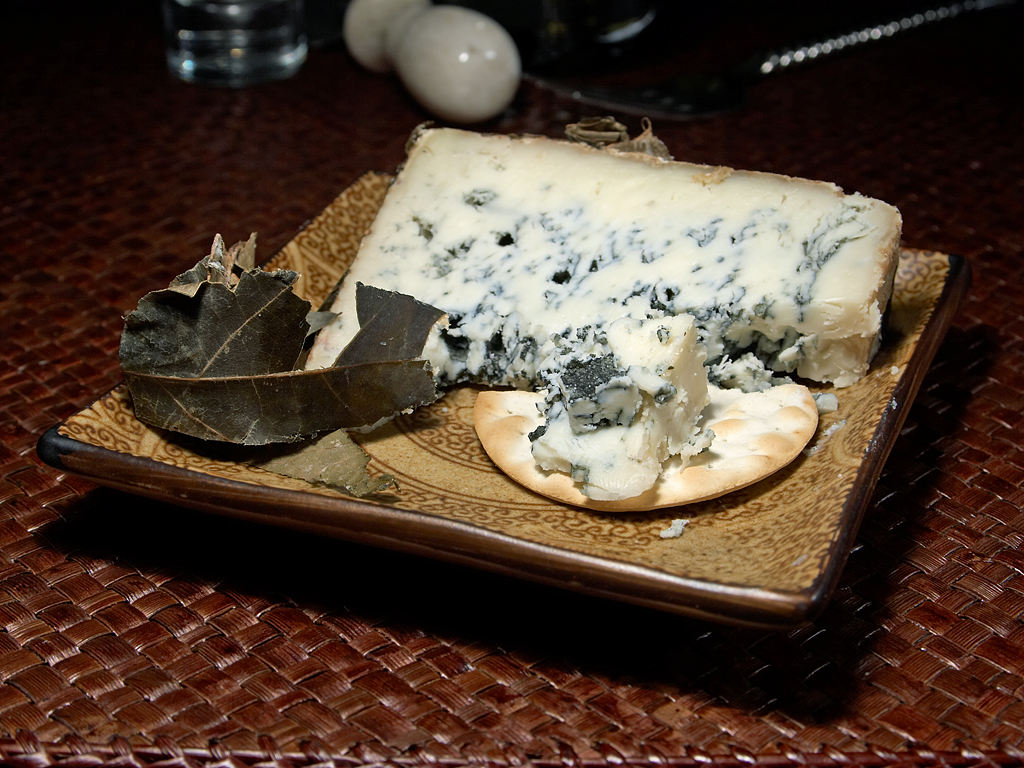
Queso de Cabrales, poloměkký sýr s modrou plísní z Cabrales ve Španělsku

Poloměkké sýry a podskupina tzv. klášterních sýrů mají vysoký obsah vody, hladký a krémový vnitřek a omývanou kůrku (kůrka, která je během zrání sýru pravidelně omývána slanou vodou, vínem, pivem nebo jinou tekutinou). Mezi známé odrůdy patří mozzarella, Havarti, Munster, Port Salut, Jarlsberg a Butterkäse. Do této kategorie patří i mnoho sýrů s modrou plísní. Obsah vody poloměkkých sýrů se pohybuje mezi 42 a 55 %.

### Polotvrdé sýry

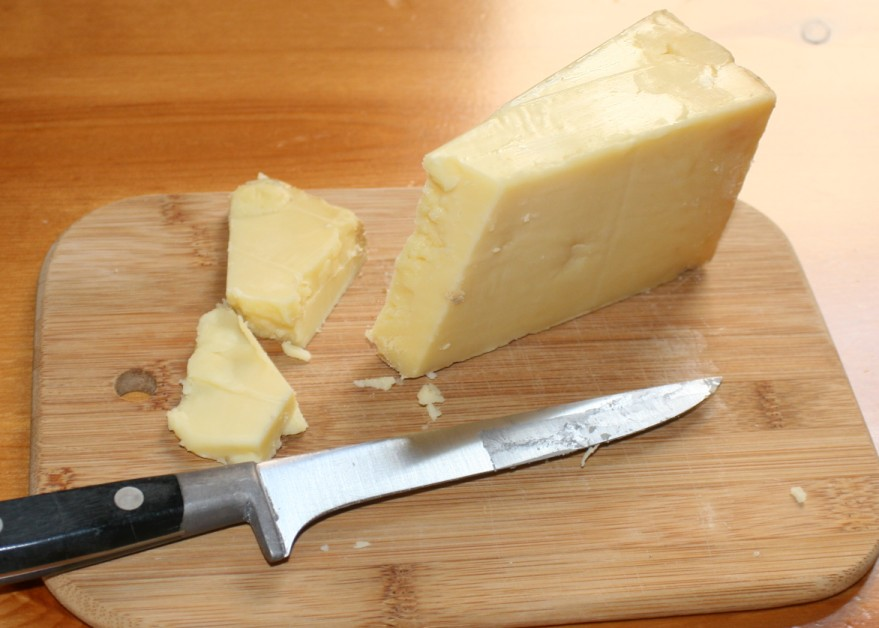
Čedar, polotvrdý sýr původem z anglické vesnice Cheddar

Mezi polotvrdé sýry patří čedar, jeden z rodiny polotvrdých a tvrdých sýrů, kam patří také sýry Cheshire a Gloucester, které se před lisováním do forem krájí, jemně zahřívají, vrství a míchají. Colby a Monterey Jack jsou podobné, ale mírnější chuti. Tyto sýry se před lisováním opláchnou, čímž se odplaví část jejich kyselosti a vápníku. Některé sýry švýcarského typu, jako je ementál, mohou být také polotvrdé. Působení bakterií, které vyvářejí typická "oka" těchto sýrů, zároveň přispívá k jejich aromatické a ostré chuti, i když na tu mají vliv i jiné druhy bakterií. Mezi další polotvrdé sýry patří kaškaval a cantal.
Sýry tohoto typu jsou často považovány za sýry, které se při kulinářské přípravě snadno rozpouštějí. Obsah vody polotvrdých sýrů se pohybuje mezi 45 a 50 %.

### Tvrdé sýry

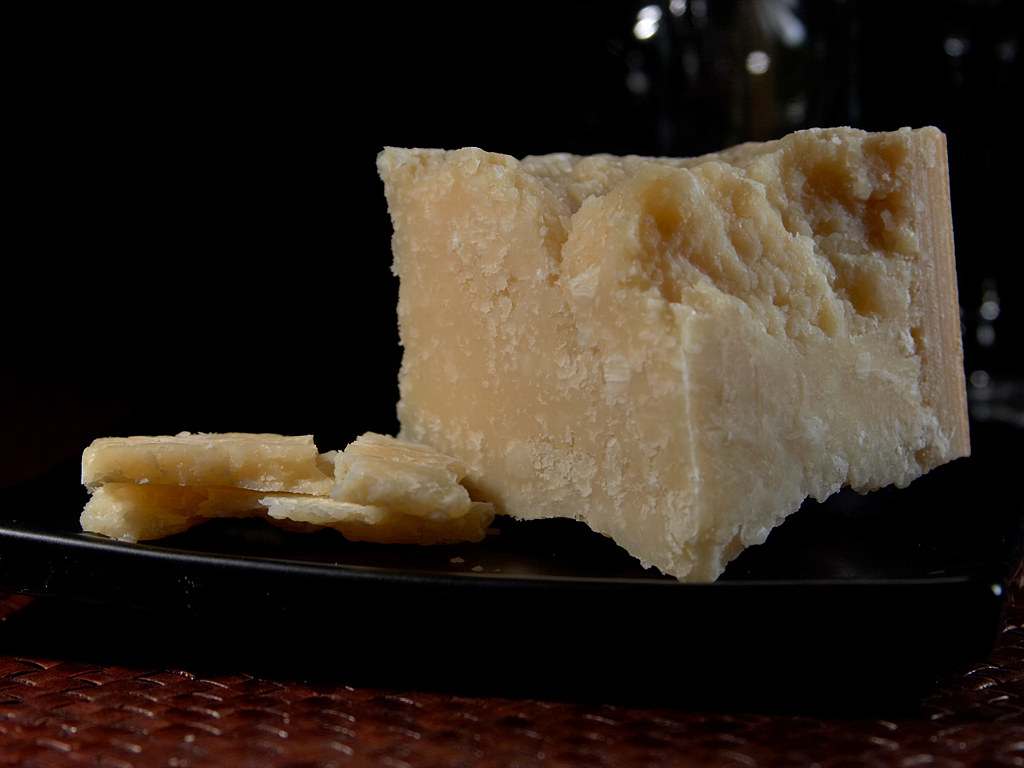
Parmezán, tvrdý sýr pocházející z provincie Parma a provincie Reggio Emilia

Tvrdé sýry se pevně balí do forem (tradičně do tvaru kol) a nechají se zrát měsíce nebo roky, dokud jejich obsah vody neklesne výrazně pod polovinu jejich hmotnosti, což vede k pevné a zrnité struktuře. Většina syrovátky se před lisováním tvarohu odstraní. Tvrdé sýry se často konzumují ve strouhané formě a patří mezi ně Grana Padano, parmezán nebo pecorino. Chuť tvrdých sýrů je často vnímána jako bohatší. Obsah vody v tvrdých sýrech se pohybuje mezi 25 a 45 %.

## Podle plísně

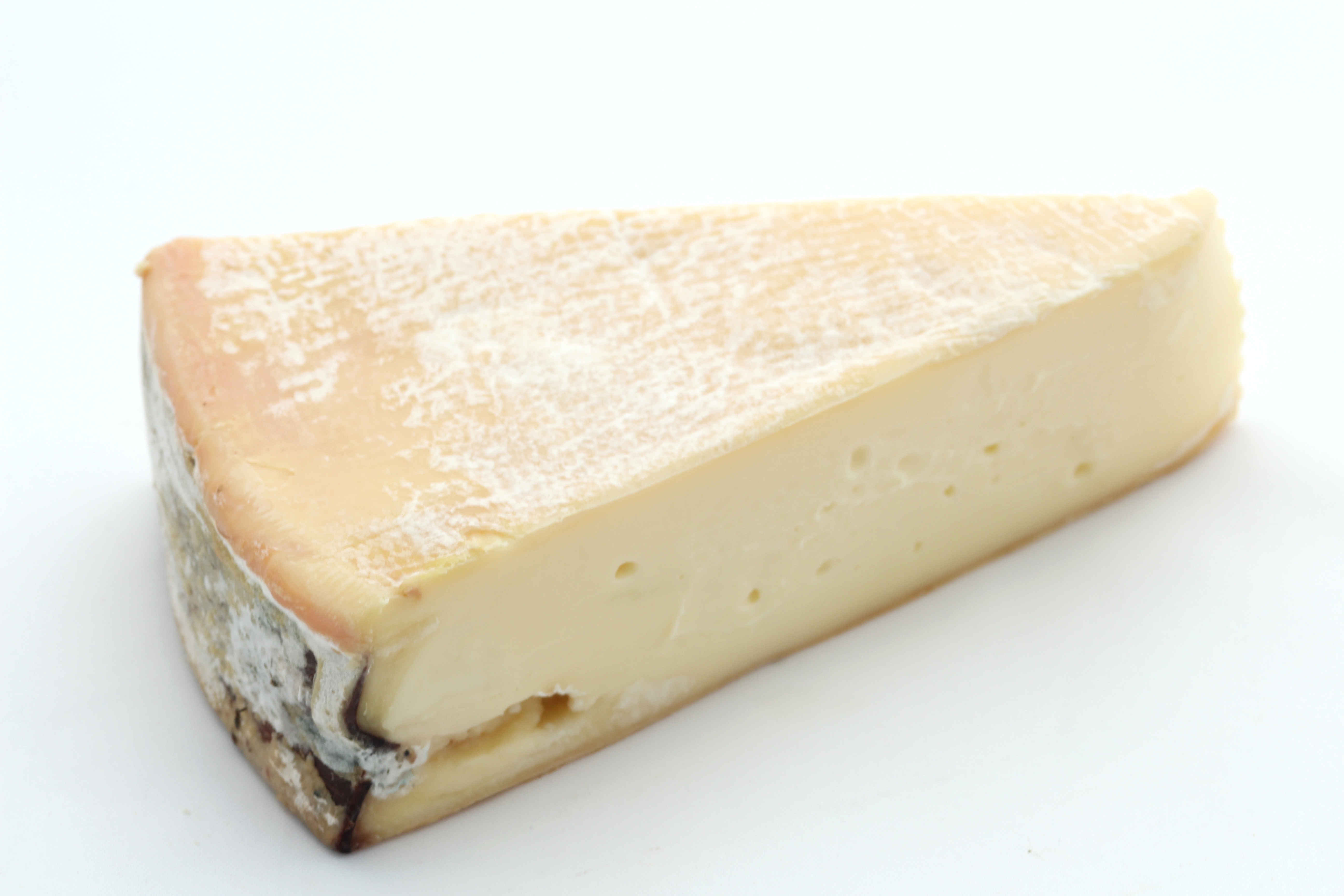
Vacherin Mont d'Or, francouzský sýr s bílou plísní

Existují tři hlavní kategorie sýrů, u kterých je přítomnost plísně důležitým znakem: s měkkou kůrkou, sýry s omytou kůrkou a zrající plísňové sýry.

### S měkkou kůrkou
Měkké zrající sýry jsou zpočátku pevné a mají spíše křídovou texturu, ale zrají z vnější strany dovnitř tím, že jsou vystaveny působení plísní. Plíseň může být sametovým povlakem štětičkovce camembertského (Penicillium camemberti), který tvoří pružnou bílou kůrku a přispívá k hladké, tekuté nebo lepkavé textuře a intenzivnější chuti těchto zrajících sýrů. Mezi známé zástupce této skupiny sýrů patří brie a camembert, které se vyrábějí tak, že se na vnější straně měkkého sýra po dobu několika dnů nebo týdnů nechá růst bílá plíseň.

### S omytou kůrkou
Sýry s omytou kůrkou jsou měkké a dozrávají dovnitř stejně jako sýry s bílou plísní, nicméně se s nimi zachází odlišně. Sýry s omytou kůrkou se pravidelně myjí v roztoku slané vody nebo v roztocích podporujících růst mikroflóry, mezi která může patřit pivo, víno, brandy a koření, čímž se jejich povrch stává přístupným pro skupinu bakterií Brevibacterium linens (červenooranžová bakterie způsobující skvrny), které přispívají k typickému štiplavému zápachu a charakteristické chuti a vytvářejí kolem sýra pevnou, chutnou kůrku.
Sýry s omytou kůrkou mohou být měkké (např. limburský sýr), polotvrdé i tvrdé (např. Appenzeller). Stejné bakterie mohou mít určitý vliv i na sýry, které jednoduše zrají ve vlhkých podmínkách, jako je například camembert. Tento proces vyžaduje pravidelné promývání, zejména v raných fázích výroby, což ho ve srovnání s jinými metodami výroby sýrů činí poměrně pracným.

#### Sýry zrající v nátěru
Sýry s kůrkou ve tvaru S se také nechávají zrát v nátěru roztoku bakterií nebo hub (nejčastěji Brevibacterium linens, Debaryomyces hansenii nebo Geotrichum candidum), což jim obvykle během procesu zrání dodává silnější chuť. V některých případech se starší sýry natírají na mladé sýry, aby došlo k přenosu mikroorganismů. Mnoho, ale ne všechny, z těchto sýrů mají na povrchu výrazné narůžovělé nebo oranžové zbarvení. Na rozdíl od jiných sýrů s omytou kůrkou se omytí provádí proto, aby se zajistil rovnoměrný růst požadovaných bakterií nebo hub a zabránilo se růstu nežádoucích plísní. Mezi příklady sýrů zrajících v nátěru patří Munster a Port Salut.

### Plísňové zrající sýry
Plísňové zrající sýry jsou sýry, které zrají růstem plísní, které rozkládají bílkoviny a tuky sýra a mění jeho chuť, texturu a barvu. Plíseň se zavádí buď jejím nanesením na povrch, nebo jejím smícháním s mlékem nebo tvarohem během výroby sýra. Povrchová plíseň se obvykle na sýr nastříká nebo vetře, zatímco vnitřní plíseň se přidává naočkováním mléka nebo tvarohu sporami plísní.

#### Sýry s modrou plísní (vnitřně zrající sýry)
Takzvaný sýr s modrou plísní se vytváří naočkováním sýru bakteriemi Penicillium roqueforti nebo Penicillium glaucum. To se provádí, dokud je sýr ještě ve formě volně lisovaného tvarohu, a lze to dále vylepšit propíchnutím zrajícího bloku sýra špejlí v atmosféře, ve které se plísni daří. Plíseň uvnitř sýra roste, jak sýr stárne. Tyto sýry mají výrazné modré žilky, které jim daly jejich název a často i výraznou chuť. Barva plísně se pohybuje od světle zelené po tmavě modrou a může být doprovázena bílou a křupavou hnědou plísní. Jejich textura může být měkká nebo pevná. Mezi nejznámější sýry tohoto typu patří roquefort, gorgonzola a Stilton.

#### Sýry s bílou plísní (povrchově zrající sýry)
Povrchově zrající sýr je sýr zrající díky plísni rostoucí na jeho povrchu, která mění jak jeho texturu, tak chuť během jeho zrání zvenku dovnitř. Plíseň často dává sýru výrazné barvy, jako je bílá plíseň (štětičkovec camembertský) na sýrech brie a camembert nebo červenooranžový odstín na sýrech jako je limburský sýr.

## Čerstvé a syrovátkové sýry

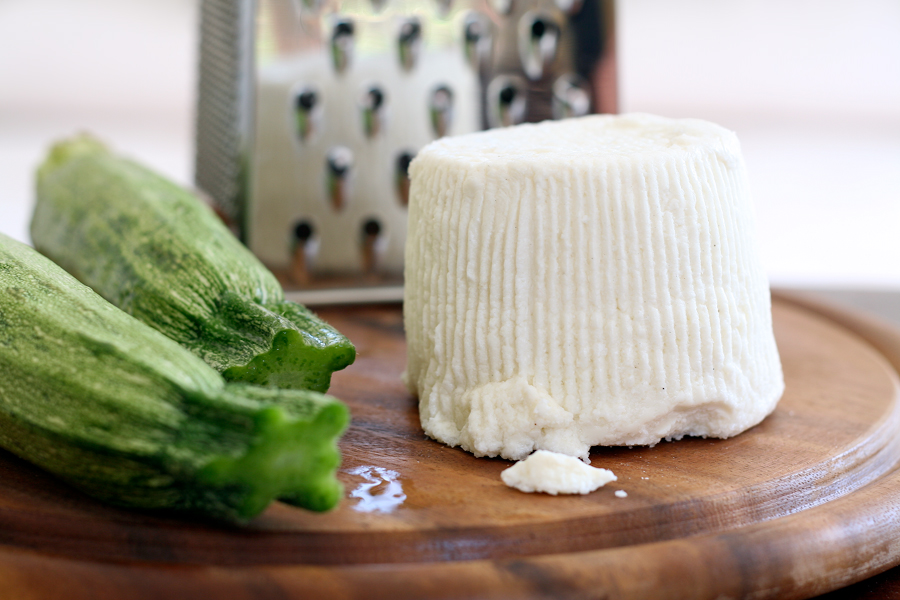
Ricotta původem z Itálie

Hlavním faktorem při kategorizaci těchto sýrů je stáří. Čerstvé sýry bez dalších konzervantů se mohou zkazit během několika dní. U těchto nejjednodušších sýrů se mléko sráží a scedí s minimálním dalším zpracováním. Mezi příklady patří cottage, smetanový sýr, farmářský sýr, caș, chhena, fromage blanc, queso fresco, panýr, chèvre z čerstvého kozího mléka, Breingen-Tortoille, irský Mellieriem Rochers a belgický Mellieriem Rochers. Tyto sýry jsou často měkké a roztíratelné s jemnou chutí.
Syrovátkové sýry jsou čerstvé sýry vyrobené ze syrovátky, vedlejšího produktu z procesu výroby jiných sýrů, která by jinak zůstala nevyužitá. Patří sem korsická brocciu, italská ricotta, rumunská urdu, řecká mizithra, chorvatská skuta, kyperský anari, himalájský chhurpi a norský Brunost. Brocciu se většinou konzumuje čerstvá a jako taková je hlavní ingrediencí korsické kuchyně, ale lze ji nalézt i ve vyzrálé formě.
Některé čerstvé sýry, jako je fromage blanc a fromage frais (na rozdíl od fromage blanc obsahuje fromage frais živé kultury), se běžně prodávají a konzumují jako dezerty.

## Pasta filata
Pasta filata je skupina sýrů, u kterých se horký tvaroh natahuje, dnes obvykle mechanicky, což vede k různým účinkům. Mnoho tradičních sýrů pasta filata, jako je italská mozzarella a halloumi z východního Středomoří, také patří do kategorie čerstvých sýrů. Čerstvý tvaroh se táhne a hněte v horké vodě, čímž se vytvoří kulička mozzarelly, která se v jižní Itálii obvykle sní během několika hodin od výroby. Skladuje se v nálevu, takže se snadno přepravuje a je po celém světě známá pro své použití na pizze. Ne všechny sýry s taženým tvarohem jsou však čerstvé. Italské sýry provolone, ragusano, caciocavallo a mnoho dalších jsou tvrdé nebo polotvrdé a zrající. Mexický sýr Oaxaca je polotvrdý, ale nezrající. Stejně jako lisované vařené sýry se všechny tyto sýry vyrábějí za použití termofilních bakterií mléčného kvašení.

## Vařené lisované sýry
Sýry švýcarského typu, známé také jako alpské sýry, jsou skupinou tvrdých nebo polotvrdých sýrů s výrazným charakterem, jejichž původ sahá do evropských Alp, ačkoli se v moderní době konzumují a napodobují ve většině sýrařských oblastí světa. Jsou klasifikovány jako "vařené", což znamená, že jsou vyrobeny za použití termofilních kvasnic mléčného kvašení, přičemž sýřenina se inkubuje po určitou dobu při vysoké teplotě minimálně 45 °C. Protože se později lisují, aby se z nich odstranila přebytečná voda, je tato skupina také označována jako "vařené lisované sýry" (francouzsky fromages à pâte pressée cuite). Jejich osobitý charakter vycházel z požadavků na sýr vyráběný v létě ve vysokohorských travnatých oblastech (francouzsky alpage) a poté na zimu spolu kravami přesunovaný do údolí. Tento způsob pastevectví je označován jako alpská transhumace, tedy alpské sezónní stěhování dobytka na pastvu. Tradičně se sýry vyráběly ve velkých "kolech" s tvrdou kůrkou a byly dostatečně pevné pro skladování a přepravu.
Mezi známé sýry tohoto typu, které se všechny vyrábí z kravského mléka, patří švýcarské sýry ementál, Appenzeller a Gruyère, francouzské sýry Beaufort a Comté (pocházející z pohoří Jura ležícím nedaleko Alp). Obě země mají mnoho dalších tradičních odrůd, stejně jako alpské oblasti Rakouska (např. Alpkäse) a Itálie (např. Asiago), ačkoli tyto sýry nejsou v mezikontinentálním měřítku tolik známé. Většina moderní globální produkce je průmyslová a obvykle se vyrábí v obdélníkových blocích a sýry jsou baleny do plastu. Historická výroba probíhala výhradně ze "syrového" mléka, ačkoli období vysokého tepla při výrobě do značné míry kontrolovalo nežádoucí bakterie, ale moderní výroba může používat termizované nebo pasterizované mléko.
Mezi obecné znaky typické pro alpské sýry patří jejich pevná konzistence, ale stále elastická textura a chuť, která není štiplavá, kyselá ani slaná, ale spíše oříšková či máslová. Po roztavení, k čemuž při jejich vaření často dochází, bývají "lepkavé" a "kluzké", "pružné" až "tekuté".
Další příbuznou skupinou vařených lisovaných sýrů jsou velmi tvrdé italské sýry typu grana, z nichž jedním z nejznámějších je Grana Padano. Ačkoli jejich původ sahá do ploché a původně bažinaté Pádské nížiny, jejich výroba je obdobná jako v případě alpských sýrů. Tyto sýry se začaly vyrábět poté, co místní kláštery začaly od 11. století s odvodňováním této oblasti. Jednalo se o benediktinské a cisterciácké kláštery. Oba tyto řády měly své kláštery i v alpských oblastech. Zdá se, že právě od nich převzaly techniku výroby sýrů, avšak s využitím mnohem většího množství soli a menšího množství zahřívání, v reakci na místní dostupnost surovin.

## Nakládané sýry

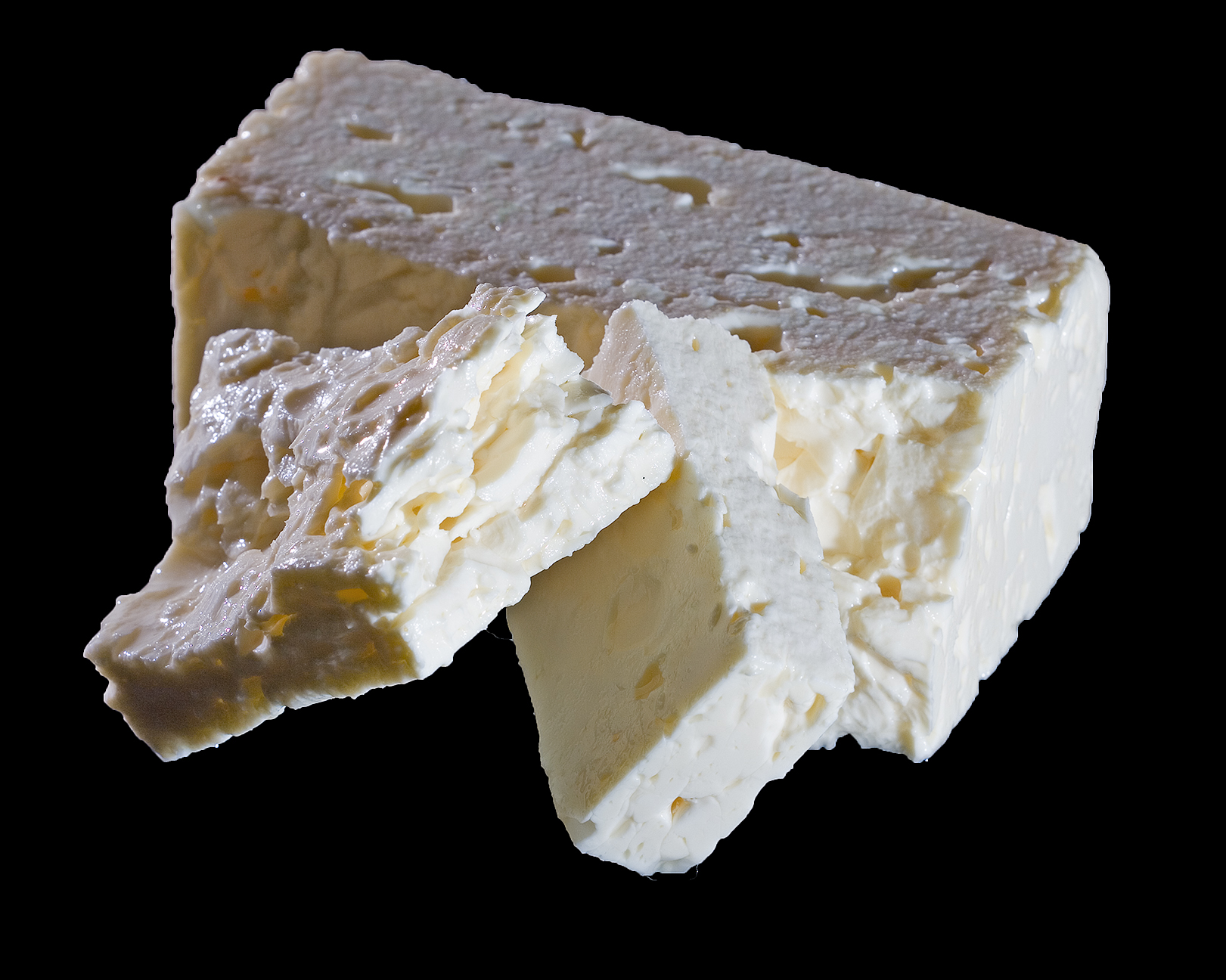
Feta

Nakládaný sýr zraje v roztoku nálevu ve vzduchotěsné nebo polopropustné nádobě. Tento proces dává sýru dobrou stabilitu a brání růstu bakterií i v horkém prostředí. Nakládané sýry mohou být měkké nebo tvrdé, liší se obsahem vody, barvou a chutí v závislosti na druhu použitého mléka. Všechny tyto sýry jsou bez kůrky. Obecně lze říci, že u čerstvých sýrů je jejich chuť čistá, slaná a kyselá, zráním pak získají určitou pikantnost a většina je bílá. Mezi druhy nakládaných sýrů patří brynza, feta, halloumi, sirene a telemea. Nakládaný sýr je hlavním druhem sýra vyráběného a konzumovaného na Blízkém východě a ve Středomoří.

## Tavené sýry
Tavený sýr se vyrábí z tradičního sýra a emulgačních solí, často s přídavkem mléka, většího množství soli, konzervantů a potravinářských barviv. Jeho textura je konzistentní a hladce se taví. Některé druhy se prodávají v tubách, jiné mohou být formovány do tvarů zvířat a jiných obrazců. Některé, ne-li většina, variant taveného sýru se vyrábí kombinací sýrových zbytků (ty se čistí párou, vaří a dále zpracovává), syrovátkového prášku a různých směsí rostlinných olejů, palmových olejů nebo tuků. Tavený sýr se skládá z dalších složek, jako jsou mléčné bílkoviny, emulgátory a aromata, to znamená, že obsah sýra může být výrazně nižší než 100 %. Americký Úřad pro kontrolu potravin a léčiv (FDA) stanovuje, že potravinářský výrobek musí obsahovat alespoň 51 % skutečného sýra, aby mohl být označen slovem cheese.

## Fotogalerie

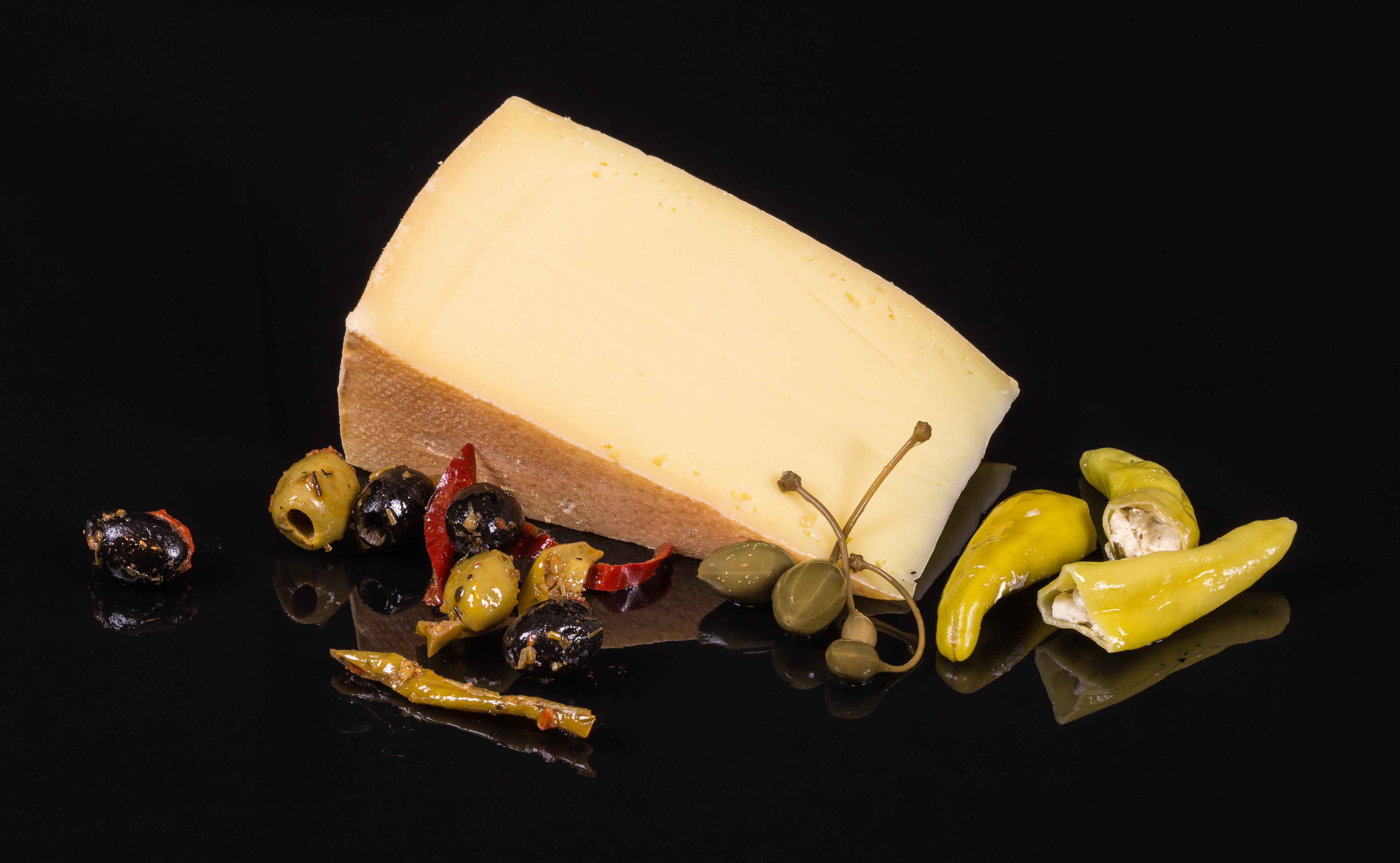
Bergkäse
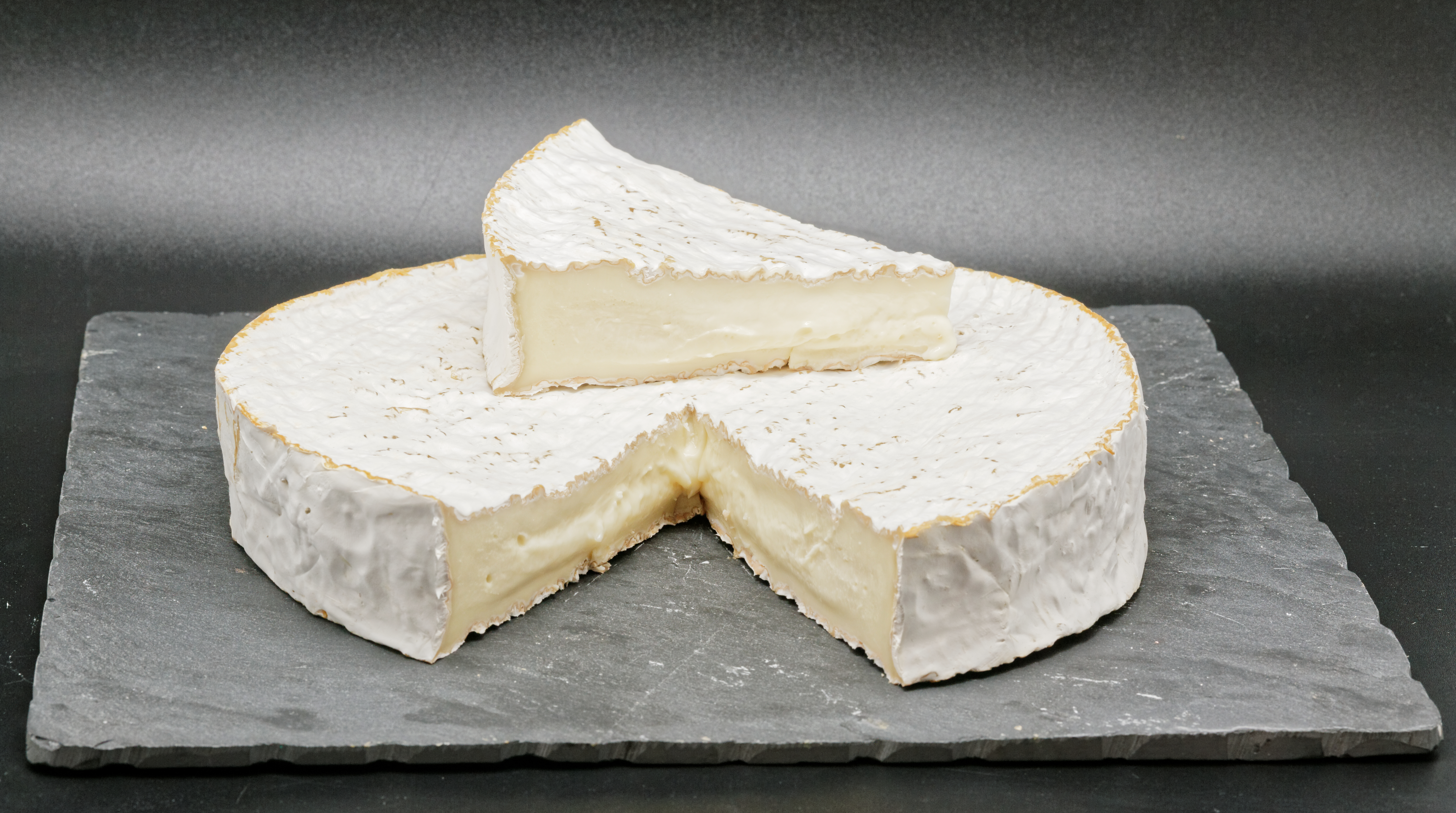
Brie
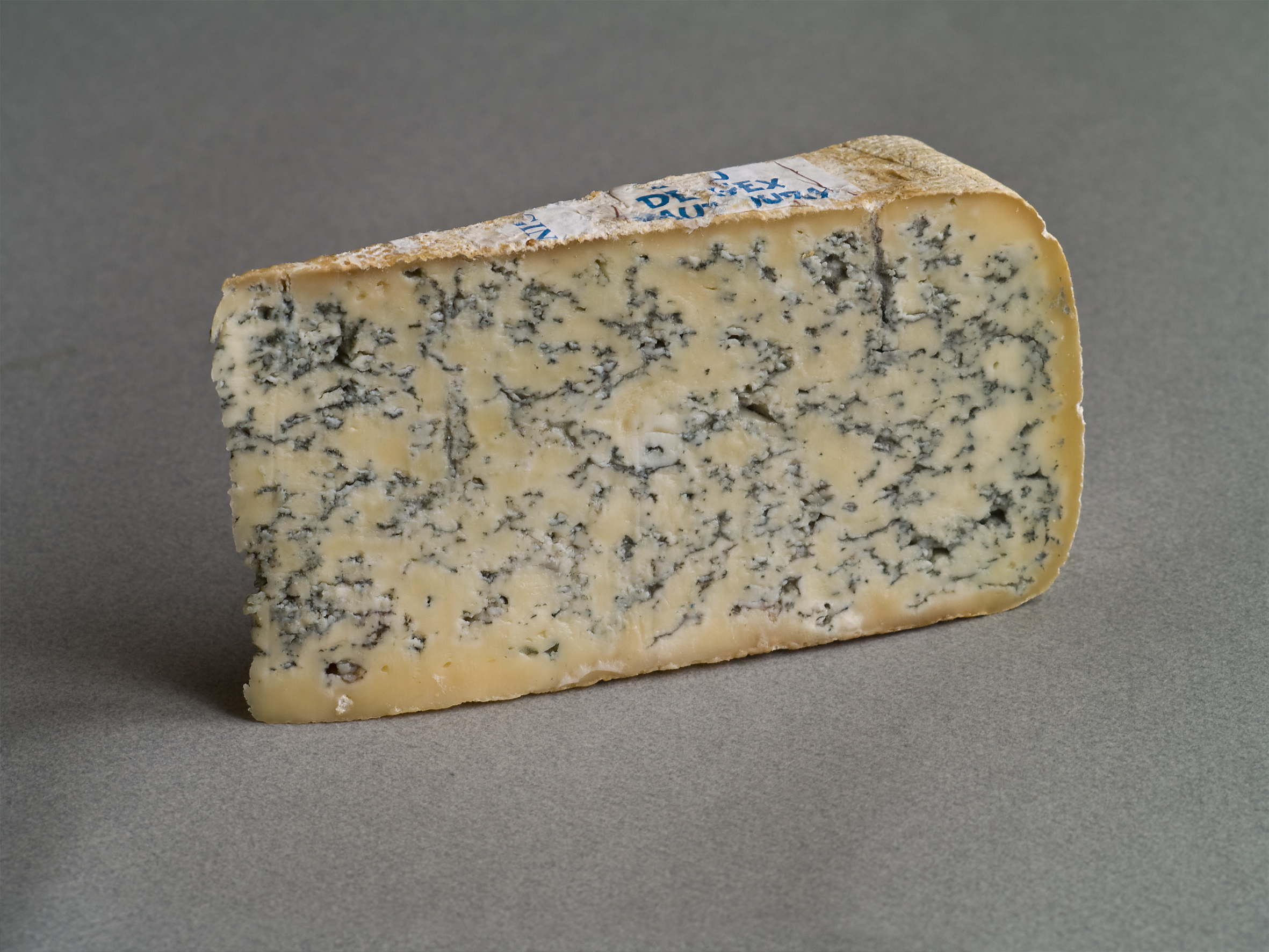
Bleu de Gex
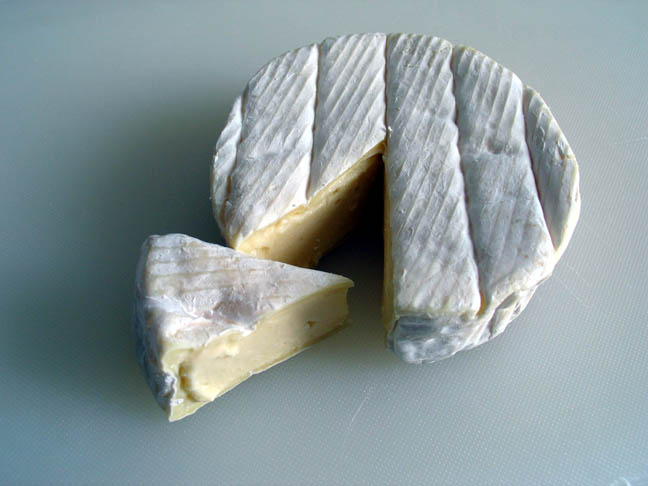
Camembert
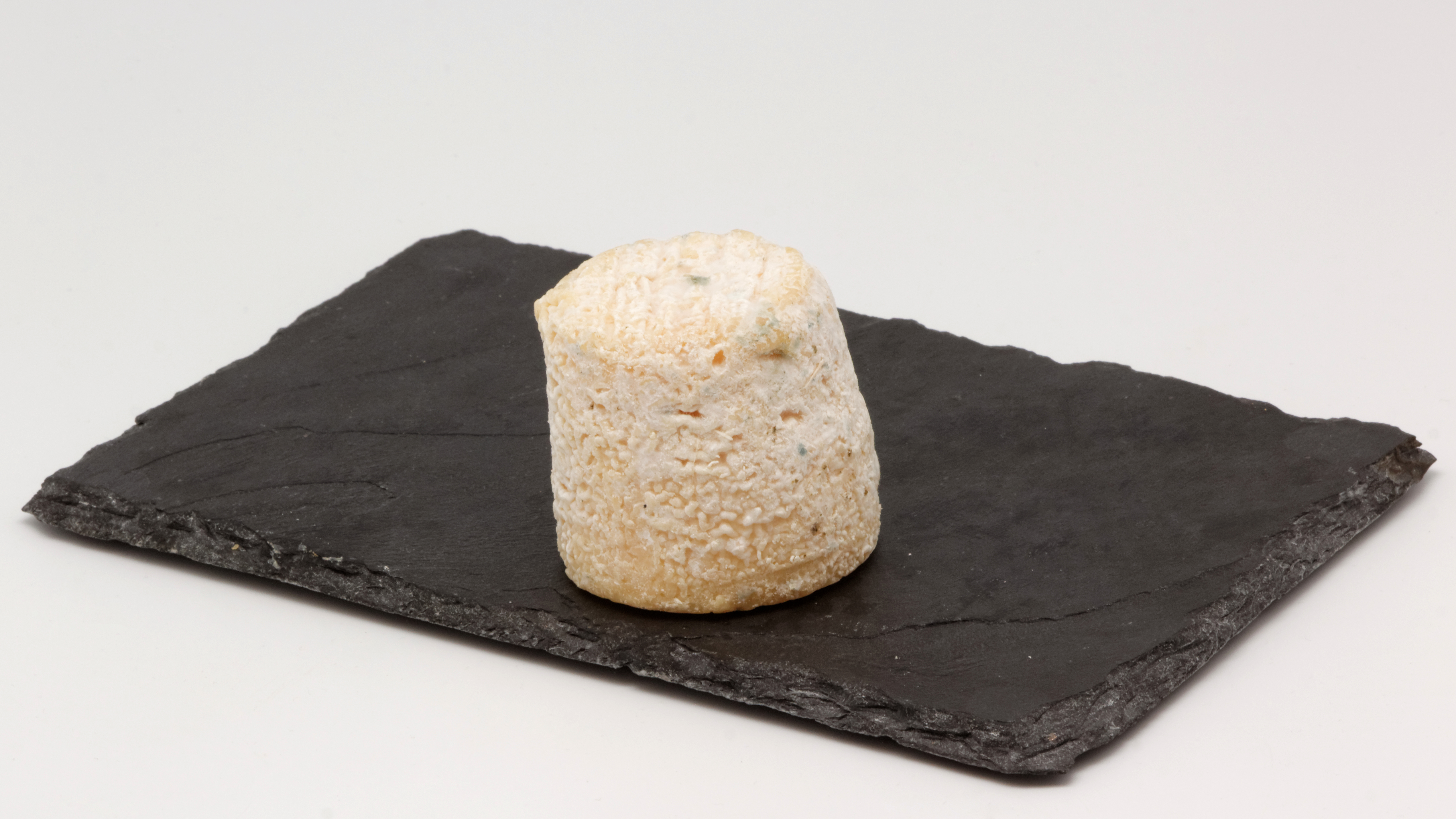
Chabichou du Poitou
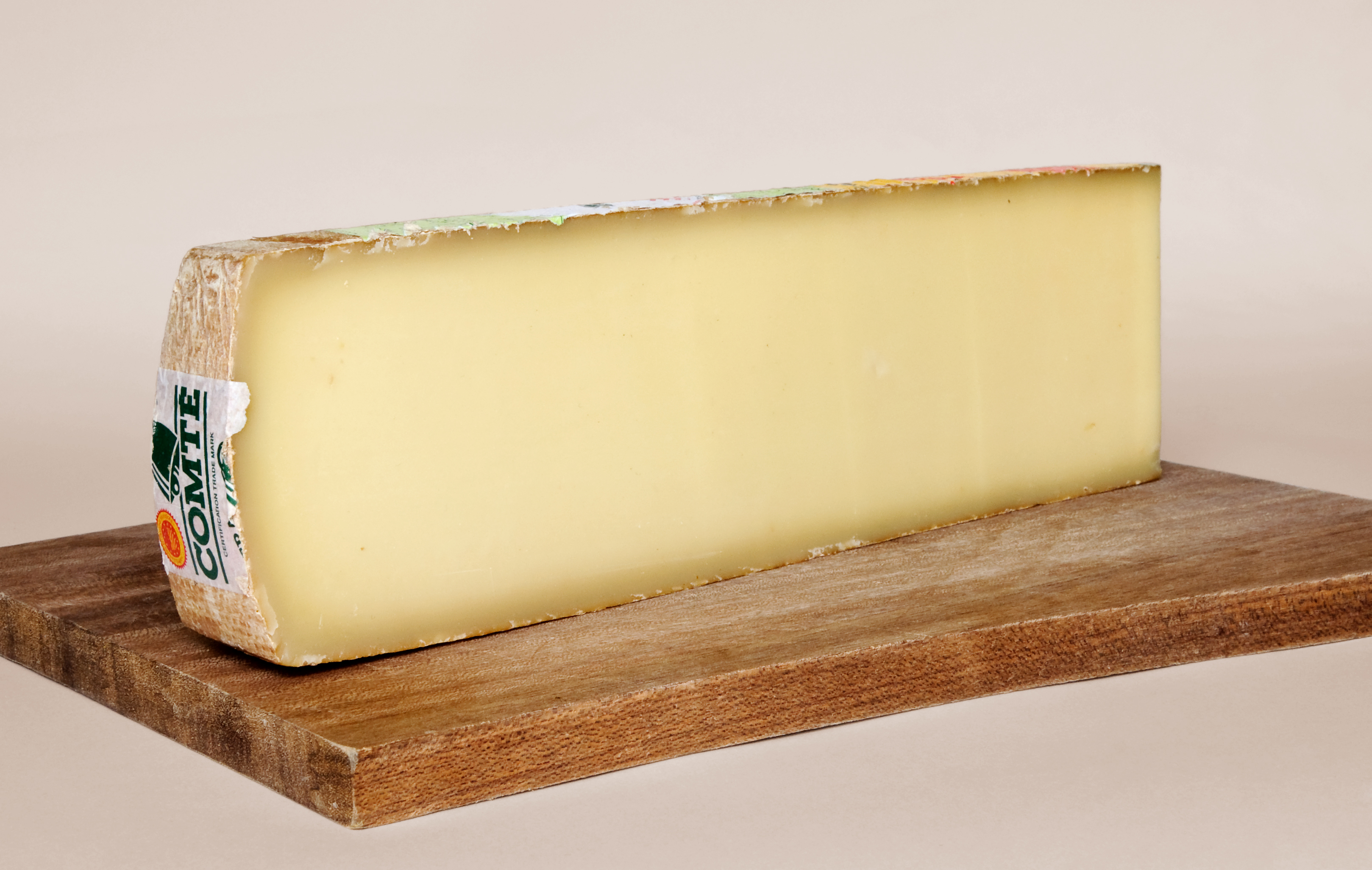
Comté
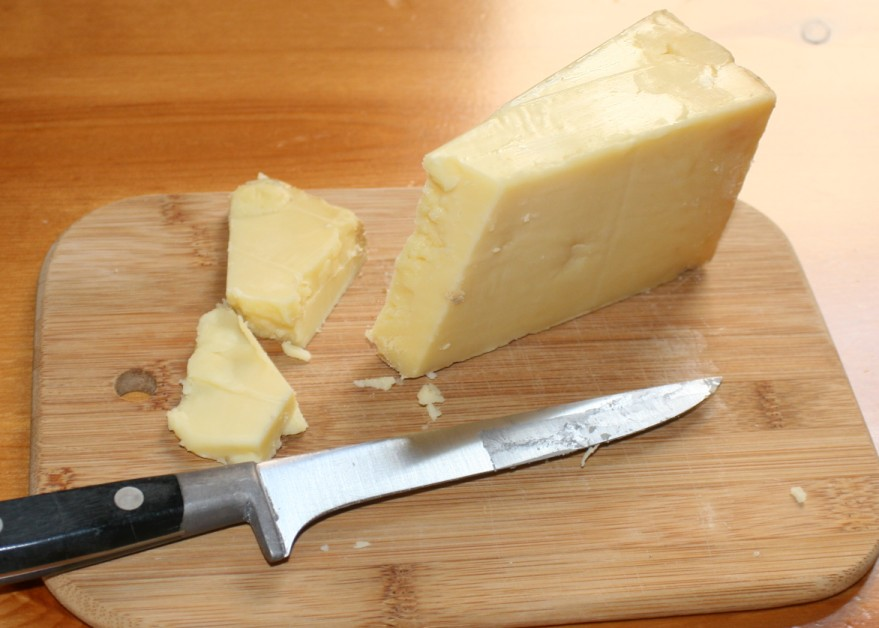
Čedar
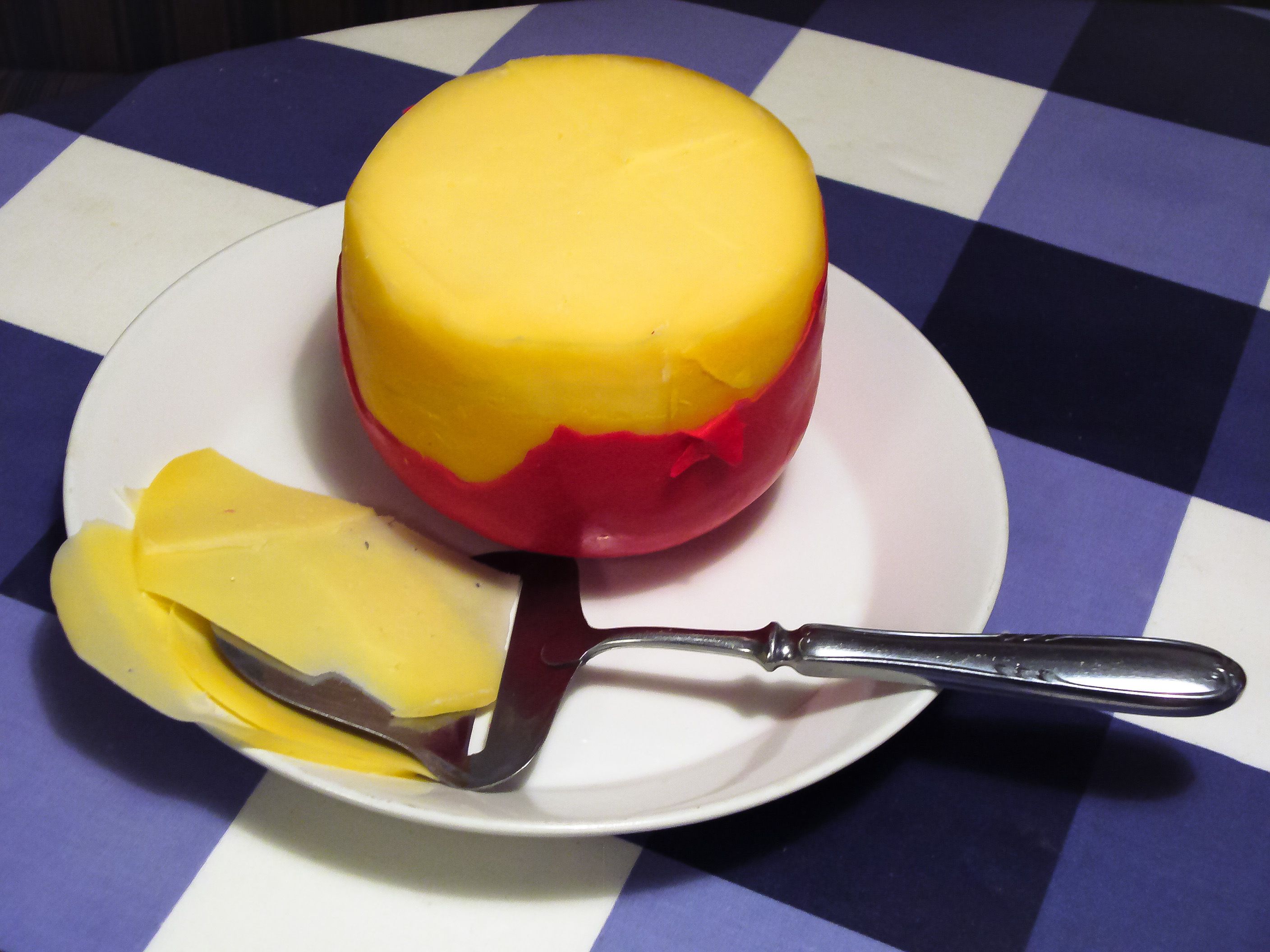
Eidam
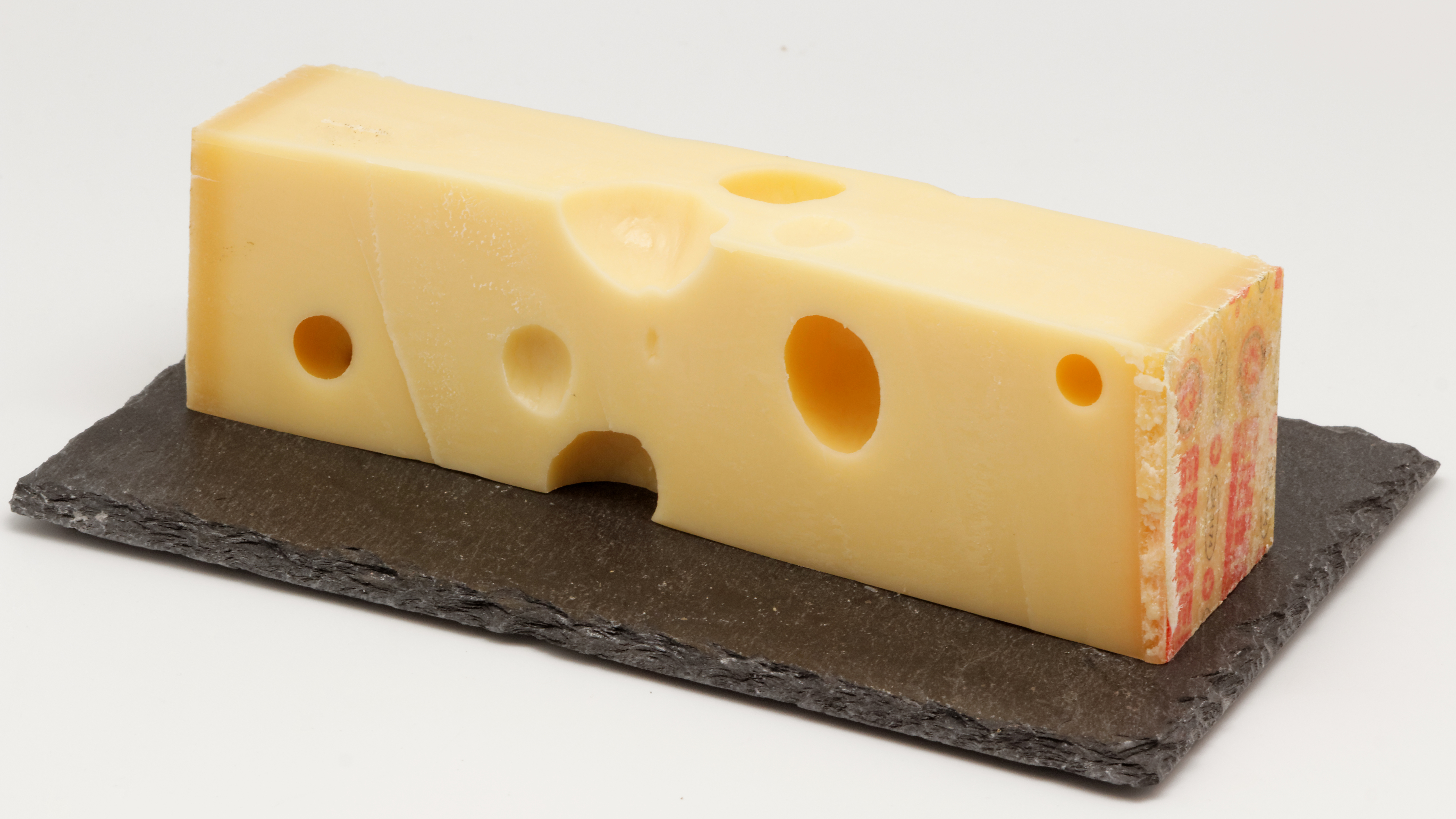
Ementál
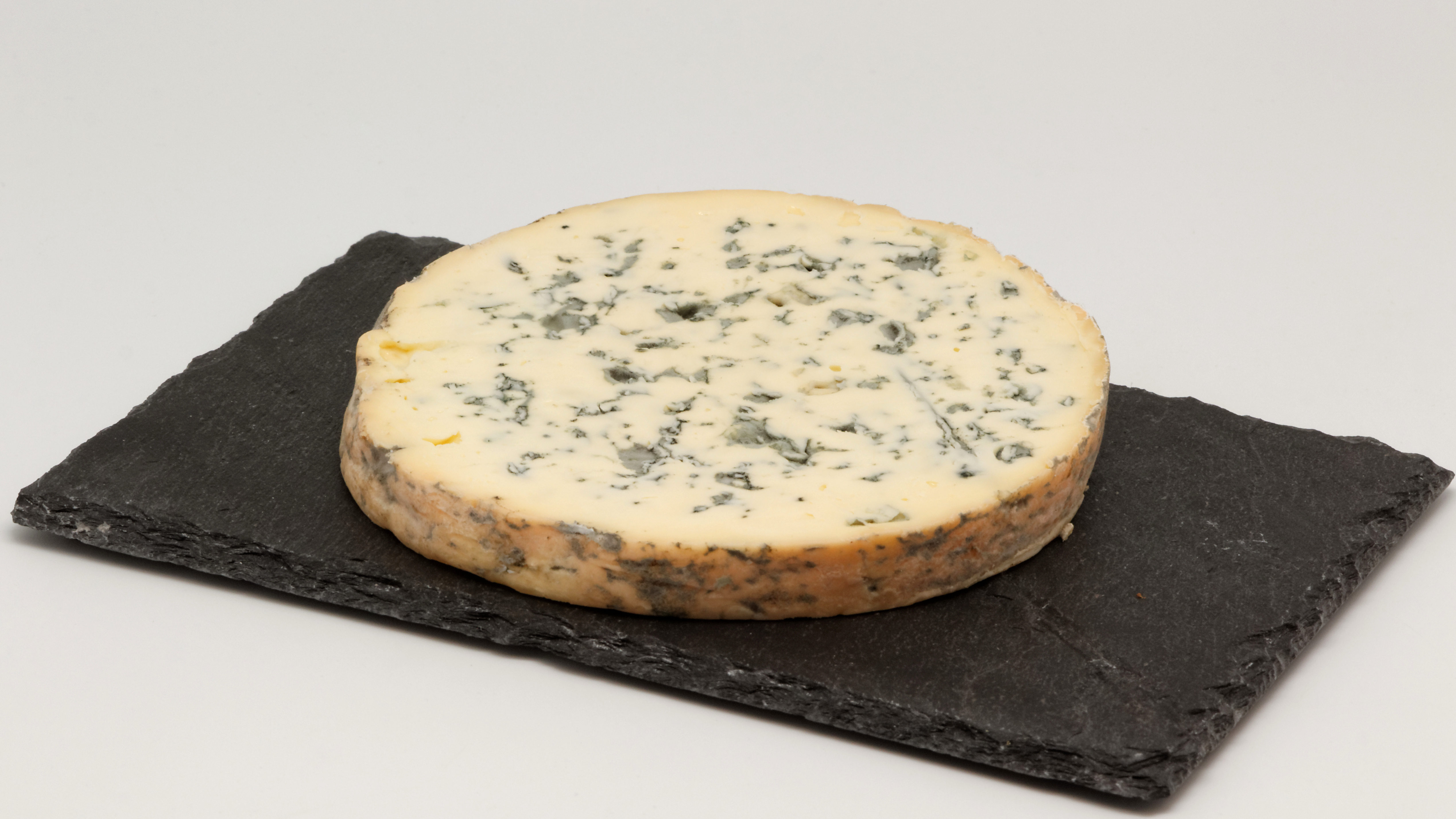
Fourme d'Ambert
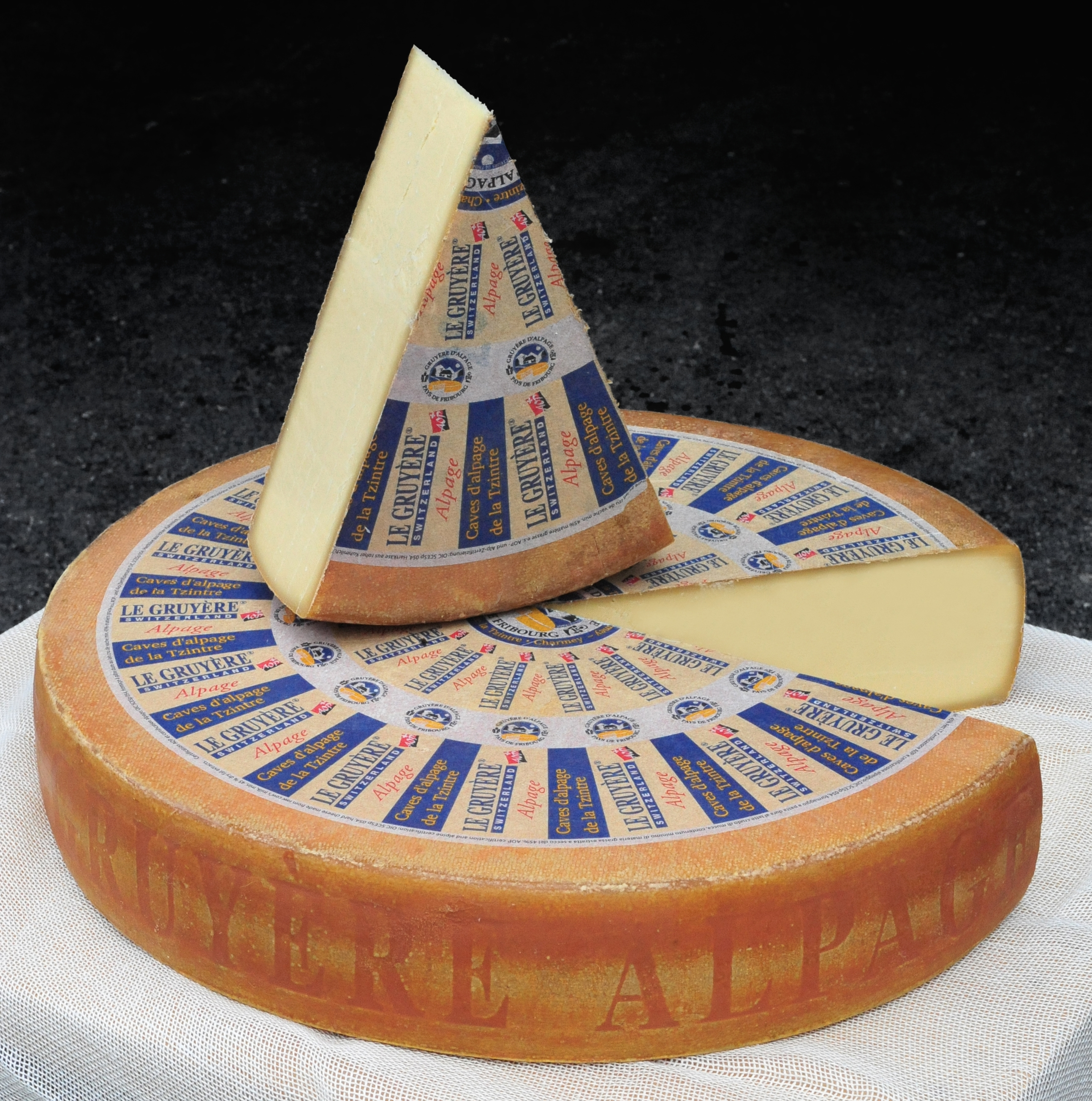
Gruyère
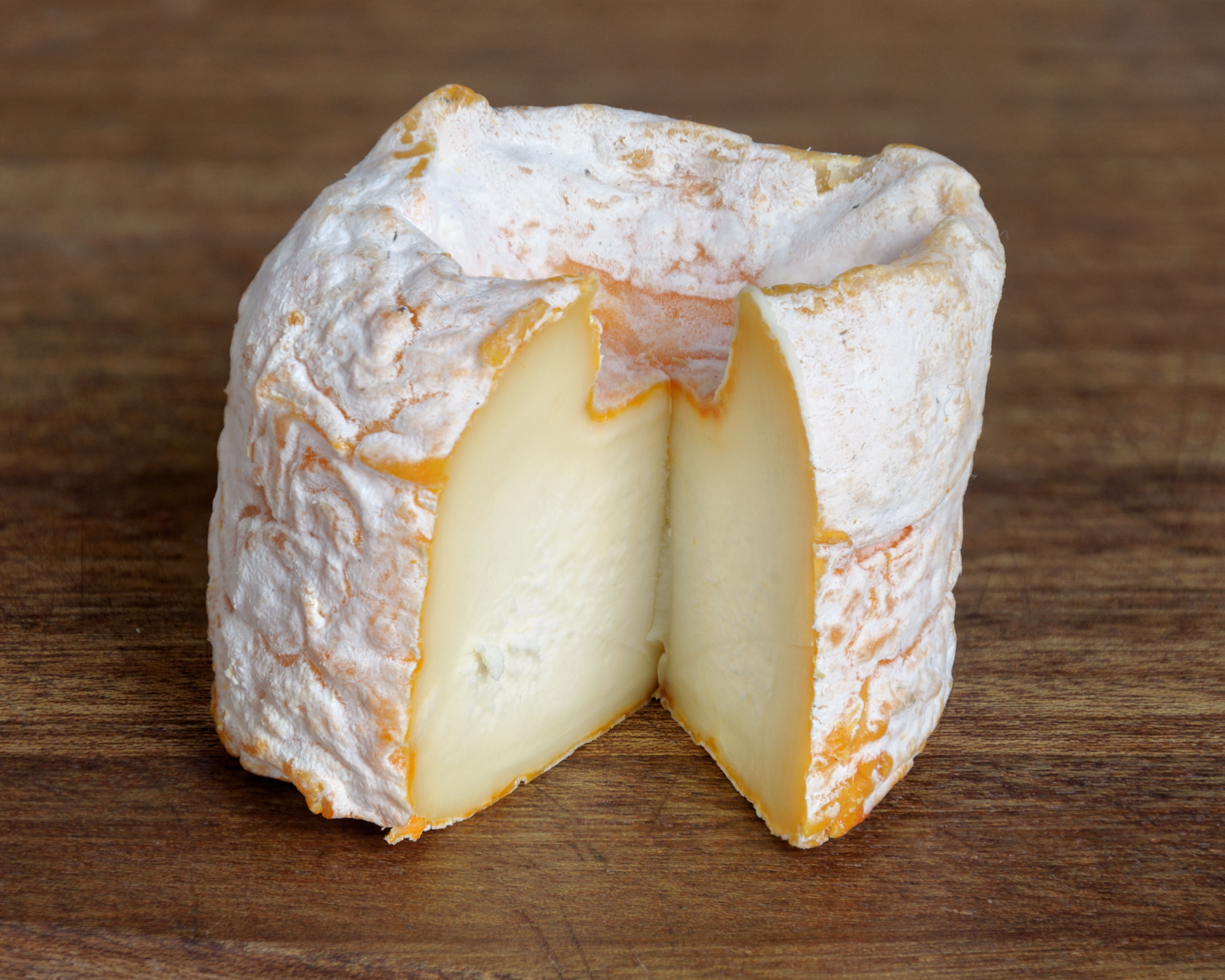
Langres
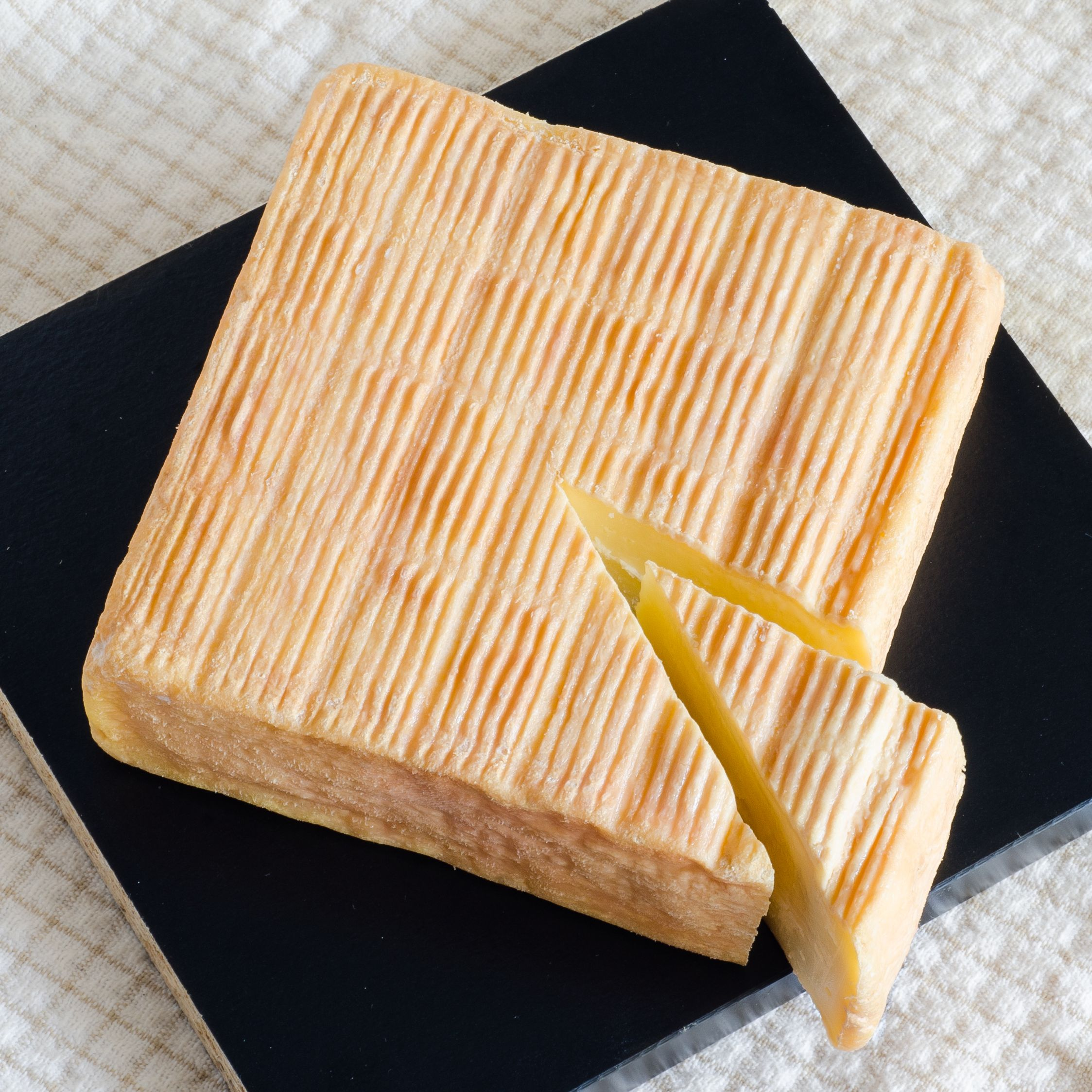
Maroilles
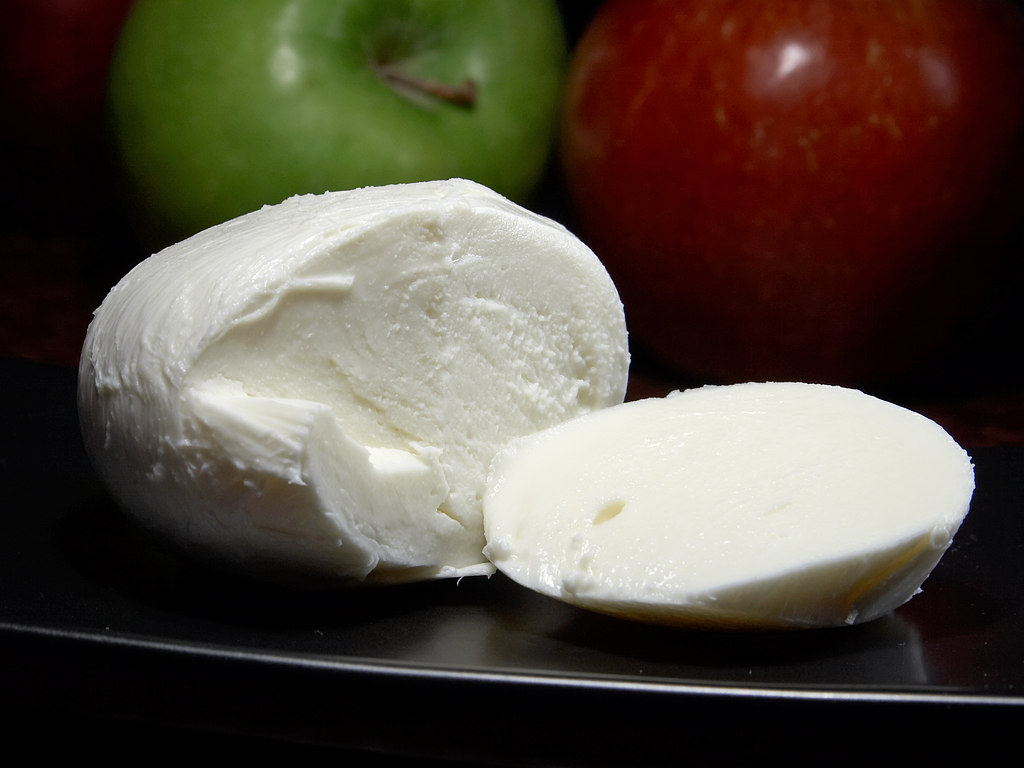
Mozzarella
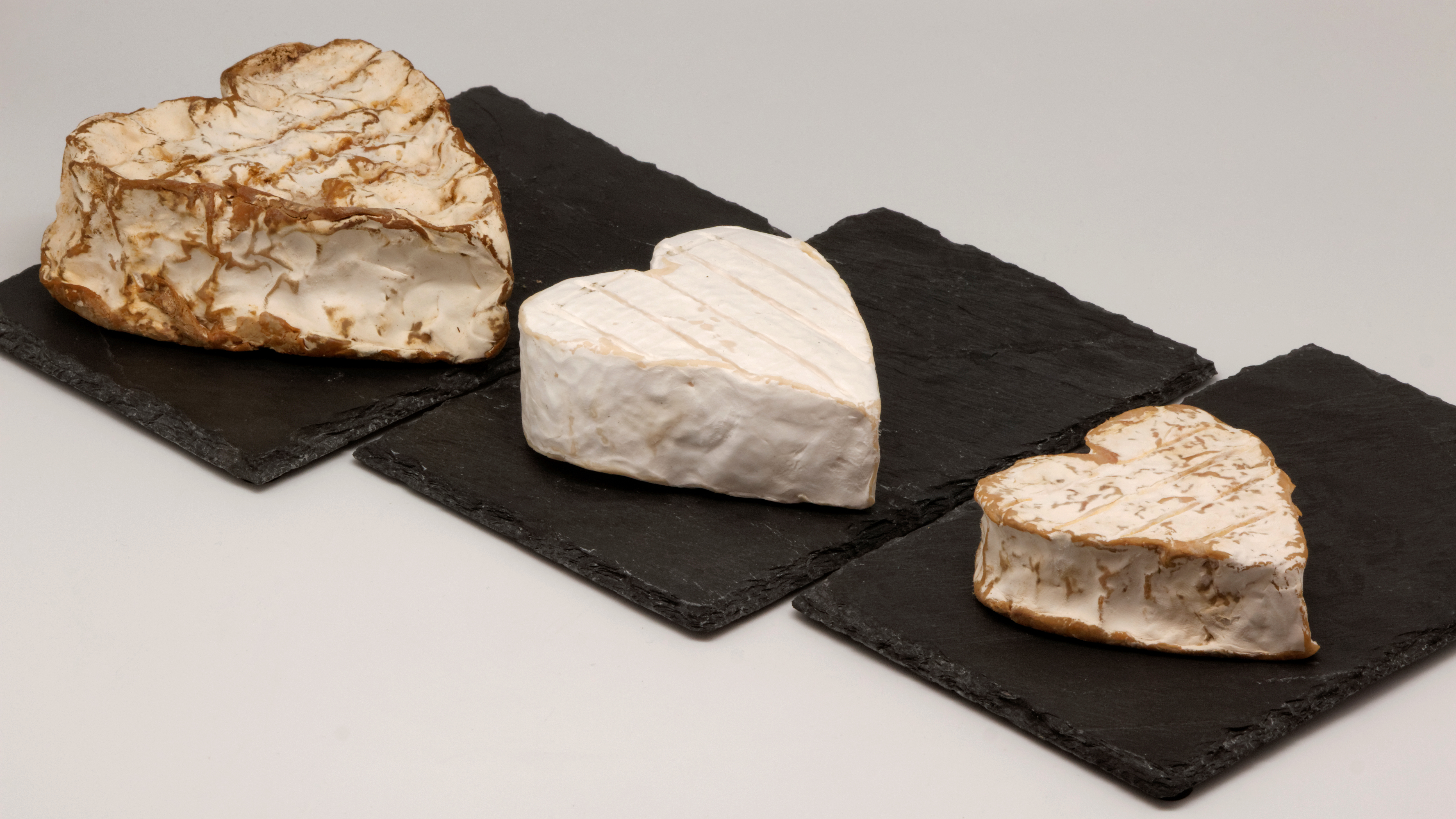
Neufchâtel
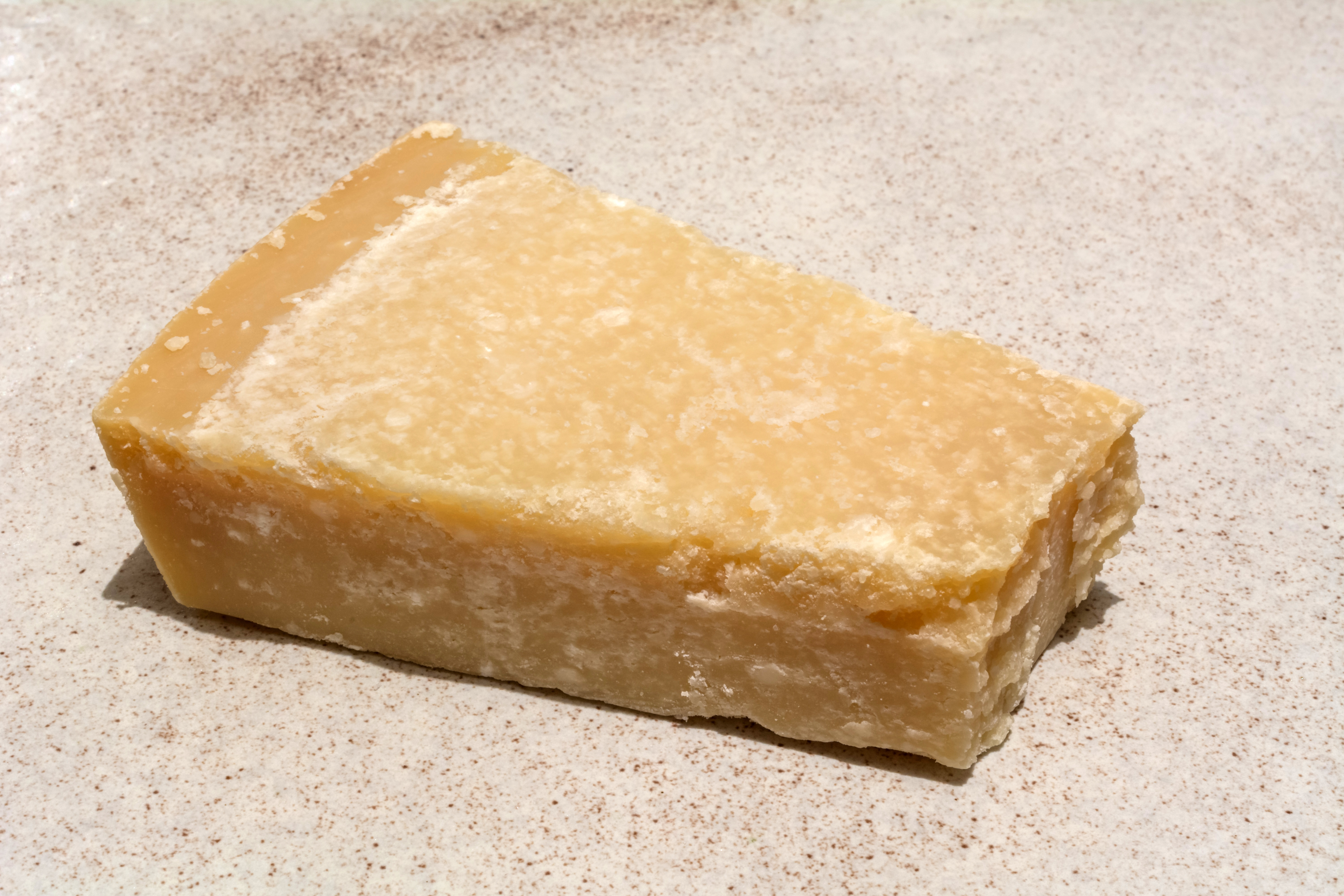
Parmezán
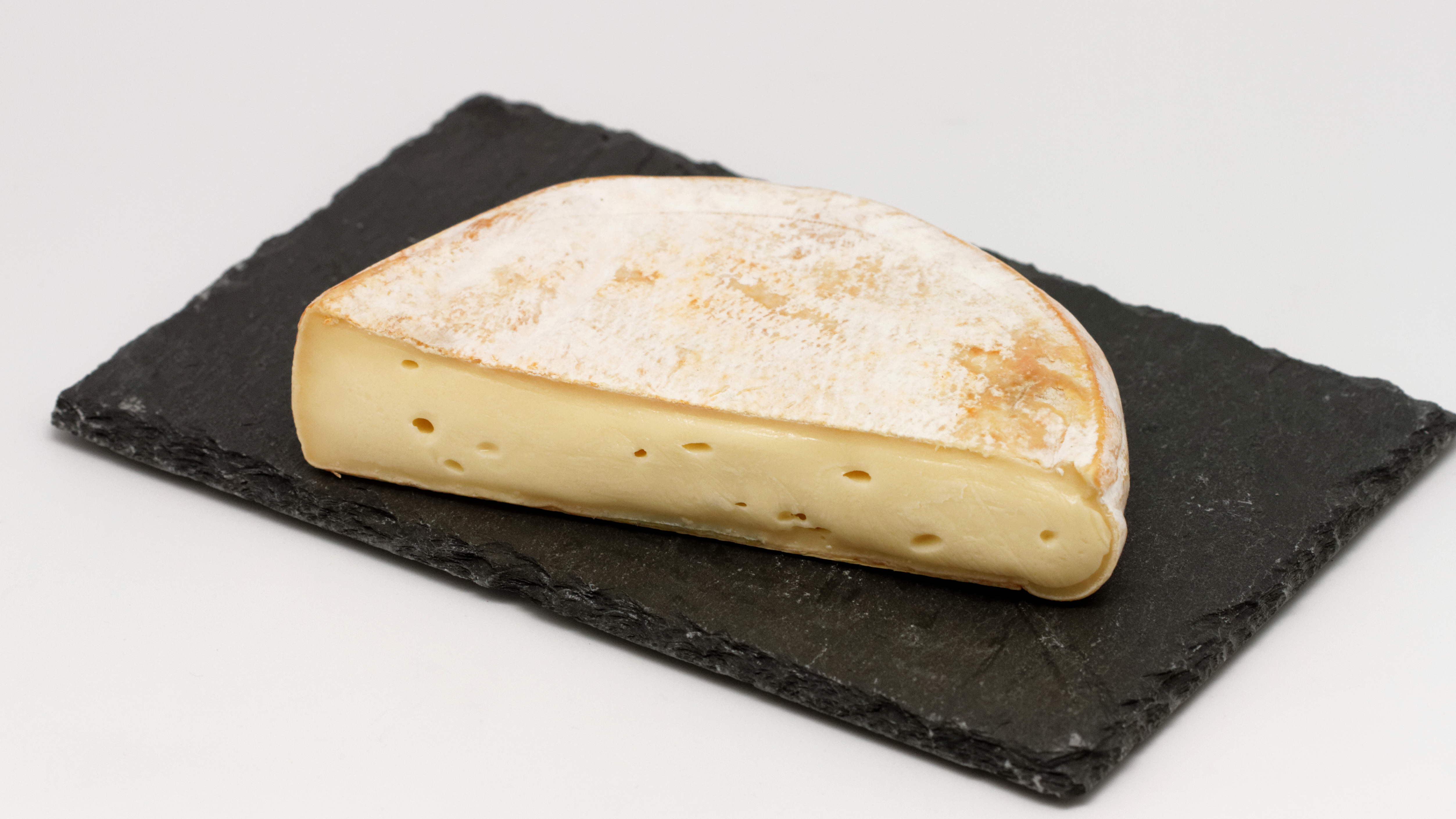
Reblochon
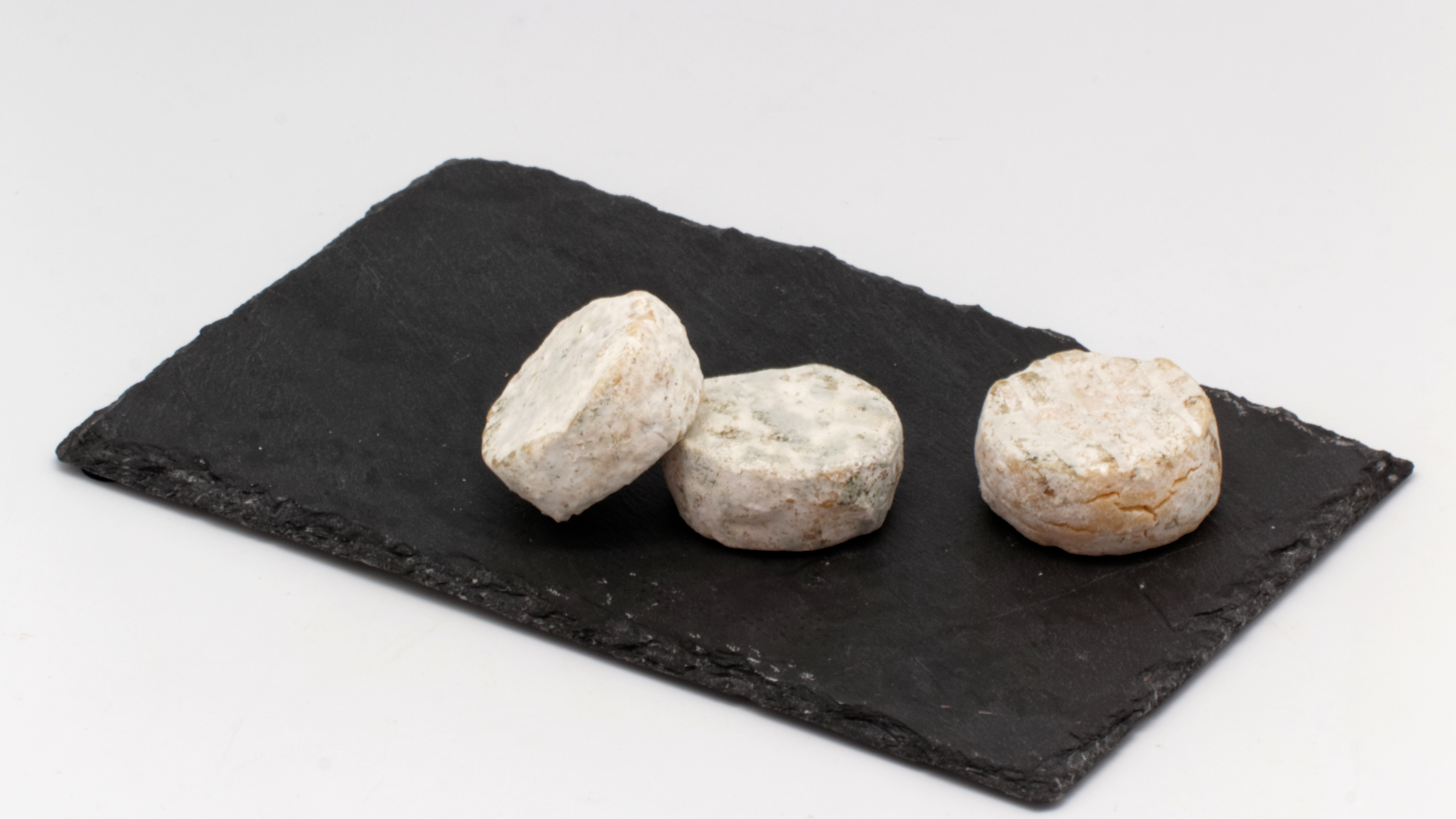
Rigotte de Condrieu
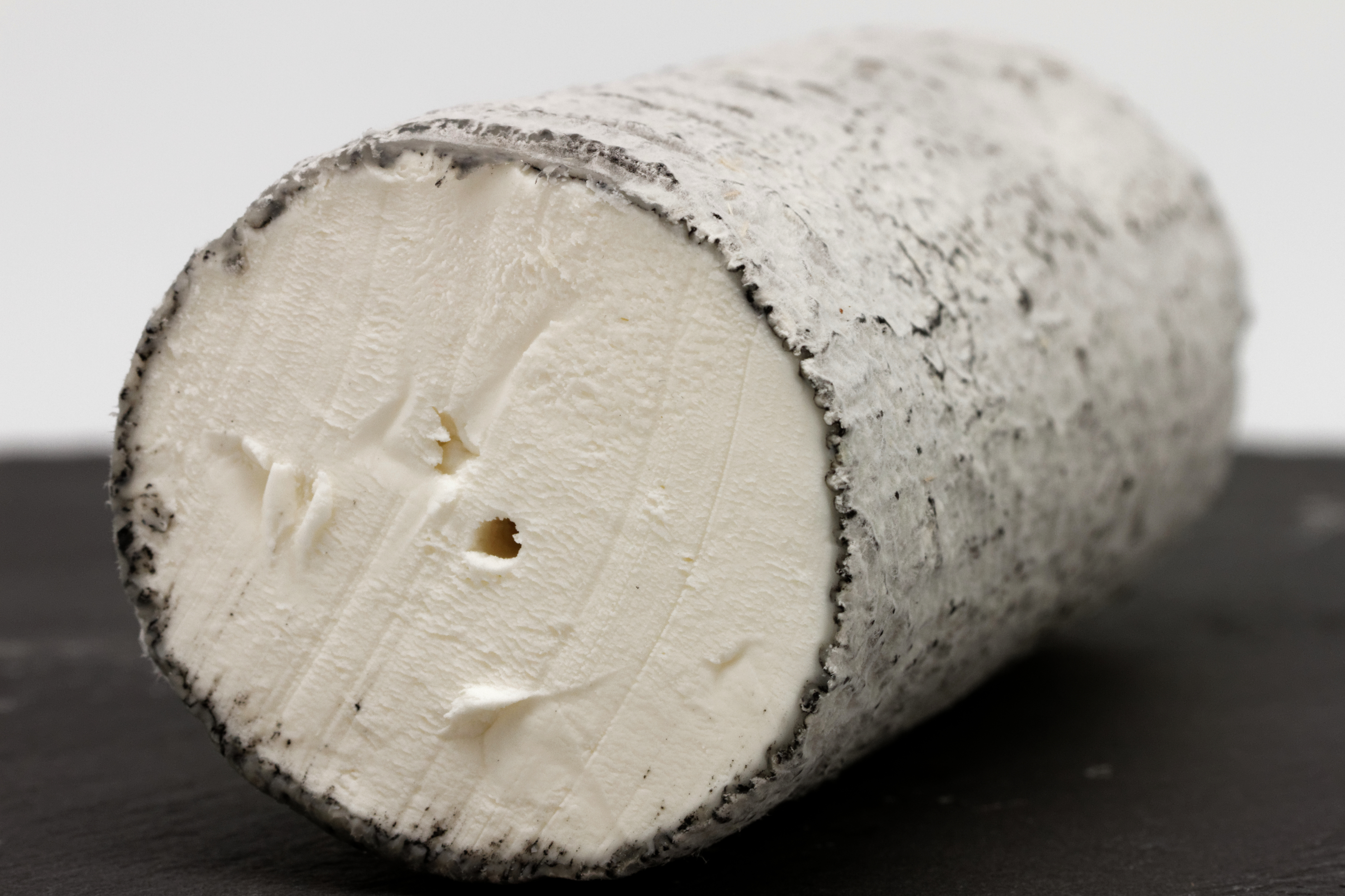
Sainte-Maure de Touraine
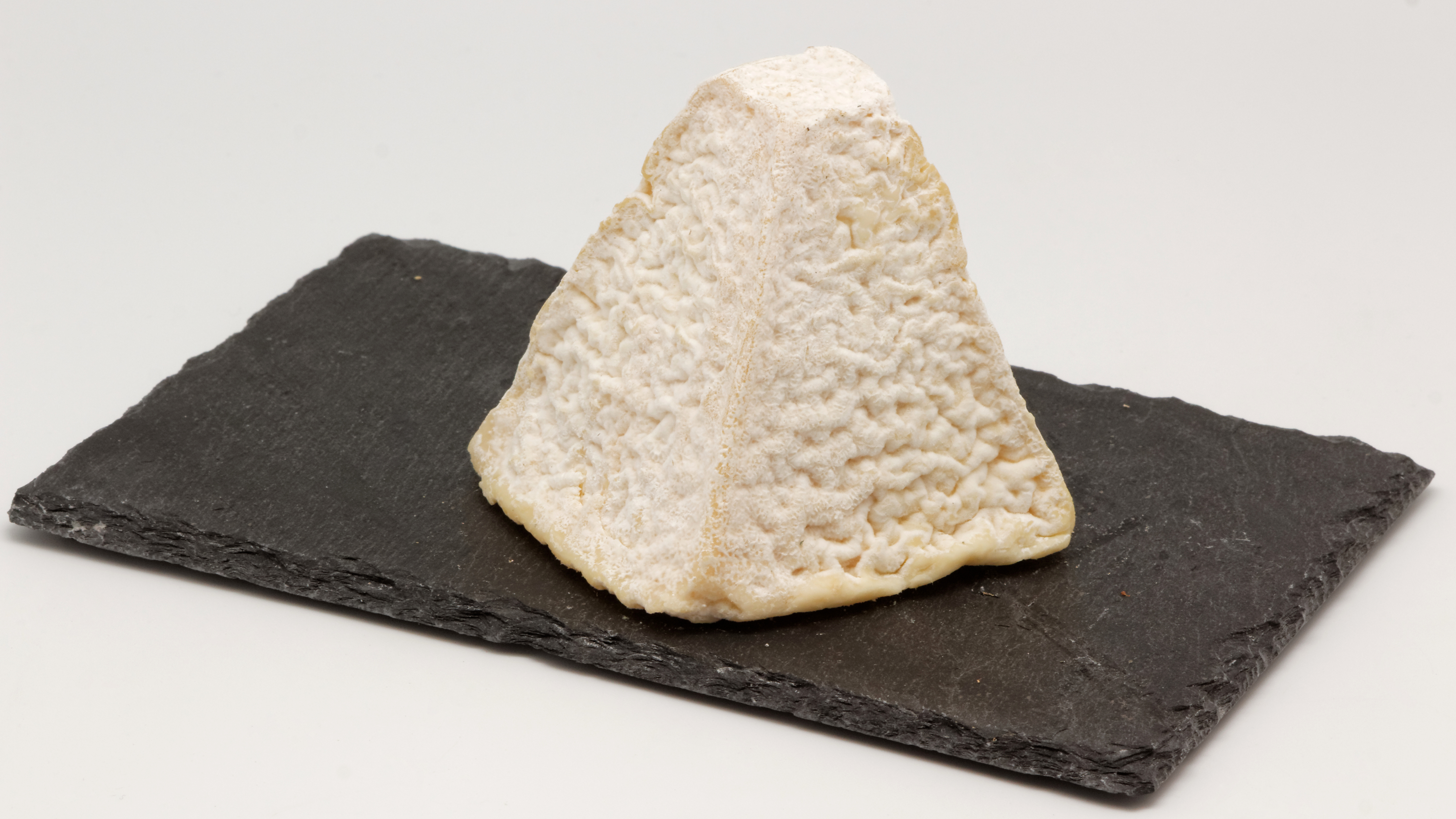
Pouligny-Saint-Pierre